# Psarocolius atrovirens
Psarocolius atrovirens е вид птица от семейство Трупиалови.

## Разпространение
Видът е разпространен в Боливия и Перу.